# Cornufer mamusiorum
Cornufer mamusiorum é uma espécie de anfíbio anuros da família Ceratobatrachidae. Está presente na Papua Nova Guiné. A UICN classificou-a como deficiente de dados.